# 波特蘭維爾 (紐約州)
波特蘭維爾（英語：Portlandville）是位於美國紐約州奧齊戈縣的普查規定居民點。

## 人口
根據2020年美國人口普查的數據，波特蘭維爾的面積為0.61平方千米，當中陸地面積為0.60平方千米，而水域面積為0.01平方千米。當地共有人口177人，而人口密度為每平方千米290.16人。